# Китаваки, Нобору
Нобору Китаваки (яп. 北脇 昇 Китаваки Нобору, 4 июня 1901, Нагоя — 18 декабря 1951, Киото) — японский художник-сюрреалист и абстракционист.

## Биография
1901 — Нобору Китаваки родился в городе Нагоя, префектура Айти.
1930 — изучает живопись в художественной школе Сэйфу Цуды в Киото.
1932 — 1-я премия на XIX художественной выставке Ника-тэн в Токио. Участвует в организации в Киото Ассоциации западной живописи.
1933 — открывает Киотоский Институт независимого искусства (独立美術京都研究所).
1935—1939 — участвует в организации различных модернистских художественных ассоциаций.
1946 — организовывает Общество изучения искусства и культуры..
1947 — один из основателей Японского клуба художников-авангардистов

## Избранные выставки
- 1938 — выставка художественной ассоциации Сёки.
- 1939 — галерея Асахи-кайкан, Киото.
- 1948 — Современное искусство, Токио (организована Японским клубом художников-авангардистов).
- 1954 — Четыре художника, Токио, Национальный музей современного искусства.
- 1963 — галерея Аоки, Токио.
- 1985 — Реконструкция: Авангардное искусство в Японии 1945-65, Оксфорд, Музей современного искусства.
- 1986 — Япония Авангарда 1910-70, Париж, Центр Жоржа Помпиду.
- 1990 — Сюрреализм в Японии 1925-45, Нагоя, Городской художественный музей.
- 1997 — персональная выставка работ, Токио, Национальный музей современного искусства — Киото, Национальный музей современного искусства — Нагоя, Художественный музей префектуры Айти.